# Reprezentacja Luksemburga w piłce nożnej mężczyzn

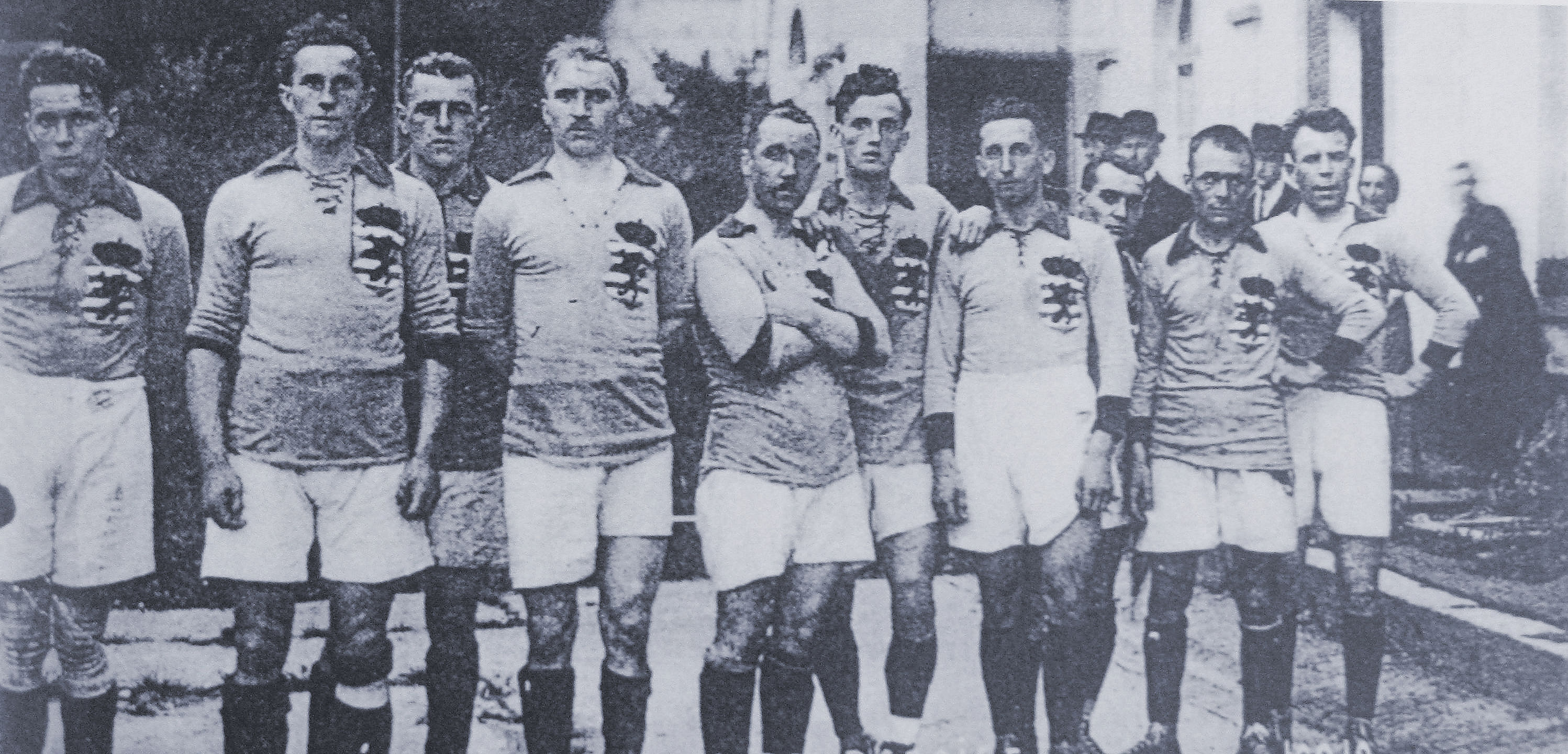
Reprezentacja Luksemburga podczas Igrzysk Olimpijskich w 1920 roku

Reprezentacja Luksemburga w piłce nożnej od 1910 roku należy do FIFA, a od 1954 do UEFA.
W 1/8 eliminacji (II runda) do finału Euro 1964 wyeliminował Holandię (1:1, 1:2), a w eliminacjach do Euro 1996 wygrał 1:0 z Czechami po golu byłego selekcjonera Guya Hellersa, zaś 13 października 2007 roku reprezentacja Wielkiego Księstwa wygrała z Białorusią 1:0, w drugim meczu el. MŚ 2010 pokonała na wyjeździe Szwajcarię 2:1, w 2017 r. w eliminacjach do Mistrzostw Świata 2018 bezbramkowo zremisowała na wyjeździe z Francją, a w eliminacjach do mundialu 2022 pokonała Irlandię 1:0.
Reprezentanci tego niewielkiego księstwa położonego między Francją, Niemcami i Belgią grają najczęściej w rodzimej lidze. Istnieją jednak wyjątki jak np. obrońca Jeff Strasser, niegdyś wicemistrz Ligue 1 z FC Metz, później piłkarz 1. FC Kaiserslautern i RC Strasbourg, następnie zawodnik Grasshopper Club. W latach 70. jeden z najbardziej znanych zawodników Luksemburga Louis Pilot był pomocnikiem Standardu Liège, który w II rundzie Pucharu Mistrzów 1969-1970 został wyeliminowany przez Legię Warszawa.
Obecny prezes piłkarskiej federacji Luksemburga Paul Philipp od 1985 do 2001 roku był selekcjonerem kadry. Od 2010 roku trenerem kadry Luksemburga jest Luc Holtz.

## Eliminacje doMistrzostw Europy w Piłce Nożnej 2016

### Grupa C
| Zespół             | Pkt | M  | W | R | P | Br+ | Br− | +/− |
| ------------------ | --- | -- | - | - | - | --- | --- | --- |
| Hiszpania          | 27  | 10 | 9 | 0 | 1 | 23  | 3   | +20 |
| Słowacja           | 22  | 10 | 7 | 1 | 2 | 17  | 8   | +9  |
| Ukraina            | 19  | 10 | 6 | 1 | 3 | 14  | 4   | +10 |
| Białoruś           | 11  | 10 | 3 | 2 | 5 | 8   | 14  | −6  |
| Luksemburg         | 4   | 10 | 1 | 1 | 8 | 6   | 27  | −21 |
| Macedonia Północna | 4   | 10 | 1 | 1 | 8 | 6   | 18  | −12 |

|                    | Hiszpania | Słowacja | Ukraina | Białoruś | Luksemburg | Macedonia Północna |
| ------------------ | --------- | -------- | ------- | -------- | ---------- | ------------------ |
| Hiszpania          | X         | 2:0      | 1:0     | 3:0      | 4:0        | 5:1                |
| Słowacja           | 2:1       | X        | 0:0     | 0:1      | 3:0        | 2:1                |
| Ukraina            | 0:1       | 0:1      | X       | 3:1      | 3:0        | 1:0                |
| Białoruś           | 0:1       | 1:3      | 0:2     | X        | 2:0        | 0:0                |
| Luksemburg         | 0:4       | 2:4      | 0:3     | 1:1      | X          | 1:0                |
| Macedonia Północna | 0:1       | 0:2      | 0:2     | 1:2      | 3:2        | X                  |

## Eliminacje doMistrzostw Świata w Piłce Nożnej 2018

### Grupa A
| Zespół     | Pkt | M  | W | R | P | Br+ | Br− | +/− |
| ---------- | --- | -- | - | - | - | --- | --- | --- |
| Francja    | 23  | 10 | 7 | 2 | 1 | 18  | 6   | +12 |
| Szwecja    | 19  | 10 | 6 | 1 | 3 | 26  | 9   | +17 |
| Holandia   | 19  | 10 | 6 | 1 | 3 | 21  | 12  | +9  |
| Bułgaria   | 13  | 10 | 4 | 1 | 5 | 14  | 19  | -5  |
| Luksemburg | 6   | 10 | 1 | 3 | 6 | 8   | 26  | -18 |
| Białoruś   | 5   | 10 | 1 | 2 | 7 | 6   | 21  | -15 |

|            | Holandia | Francja | Szwecja | Bułgaria | Białoruś | Luksemburg |
| ---------- | -------- | ------- | ------- | -------- | -------- | ---------- |
| Holandia   | X        | 0:1     | 2:0     | 3:1      | 4:1      | 5:0        |
| Francja    | 4:0      | X       | 2:1     | 4:1      | 2:0      | 0:0        |
| Szwecja    | 1:1      | 2:1     | X       | 3:0      | 4:0      | 8:0        |
| Bułgaria   | 2:0      | 0:1     | 3:2     | X        | 1:0      | 4:3        |
| Białoruś   | 1:3      | 0:0     | 0:4     | 2:1      | X        | 1:1        |
| Luksemburg | 1:3      | 1:3     | 0:1     | 1:1      | 1:0      | X          |

## Eliminacje doMistrzostw Europy w Piłce Nożnej 2020

### Grupa B
| Zespół     | Pkt | M | W | R | P | Br+ | Br− | +/− |
| ---------- | --- | - | - | - | - | --- | --- | --- |
| Ukraina    | 20  | 8 | 6 | 2 | 0 | 17  | 4   | +13 |
| Portugalia | 17  | 8 | 5 | 2 | 1 | 22  | 6   | +16 |
| Serbia     | 14  | 8 | 4 | 2 | 2 | 17  | 17  | 0   |
| Luksemburg | 4   | 8 | 1 | 1 | 6 | 7   | 16  | -9  |
| Litwa      | 1   | 8 | 0 | 1 | 7 | 5   | 25  | -20 |

|            | Portugalia | Ukraina | Serbia | Litwa | Luksemburg |
| ---------- | ---------- | ------- | ------ | ----- | ---------- |
| Portugalia | X          | 0:0     | 1:1    | 6:0   | 3:0        |
| Ukraina    | 2:1        | X       | 5:0    | 2:0   | 1:0        |
| Serbia     | 2:4        | 2:2     | X      | 4:1   | 3:2        |
| Litwa      | 1:5        | 0:3     | 1:2    | X     | 1:1        |
| Luksemburg | 0:2        | 1:2     | 1:3    | 2:1   | X          |

## Eliminacje doMistrzostw Świata w Piłce Nożnej 2022

### Grupa A
| Zespół      | Pkt | M | W | R | P | Br+ | Br− | +/− |
| ----------- | --- | - | - | - | - | --- | --- | --- |
| Serbia      | 20  | 8 | 6 | 2 | 0 | 18  | 9   | +9  |
| Portugalia  | 17  | 8 | 5 | 2 | 1 | 17  | 6   | +11 |
| Irlandia    | 9   | 8 | 2 | 3 | 3 | 11  | 8   | +3  |
| Luksemburg  | 9   | 8 | 3 | 0 | 5 | 8   | 18  | -10 |
| Azerbejdżan | 1   | 8 | 0 | 1 | 7 | 5   | 18  | -13 |

|             | Serbia | Irlandia | Portugalia | Azerbejdżan | Luksemburg |
| ----------- | ------ | -------- | ---------- | ----------- | ---------- |
| Serbia      | X      | 3:2      | 2:1        | 3:1         | 4:1        |
| Irlandia    | 1:1    | X        | 0:0        | 1:1         | 0:1        |
| Portugalia  | 2:2    | 2:1      | X          | 1:0         | 5:0        |
| Azerbejdżan | 1:2    | 0:3      | 0:3        | X           | 1:3        |
| Luksemburg  | 0:1    | 0:3      | 1:3        | 2:1         | X          |

## Udział wMistrzostwach Świata
- 1930 – Nie brał udziału
- 1934 – 2022 – Nie zakwalifikował się

## Udział wMistrzostwach Europy
- 1960 – Nie brał udziału
- 1964 – 2024 – Nie zakwalifikował się

## Rekordziści
Kolorem niebieskim zaznaczono wciąż aktywnych piłkarzy
| #  | Nazwisko         | Lata gry w kadrze | Mecze | Bramki |
| -- | ---------------- | ----------------- | ----- | ------ |
| 1  | Jeff Strasser    | 1993-2010         | 98    | 7      |
| 2  | René Peters      | 2000-             | 93    | 4      |
| 3  | Eric Hoffmann    | 2002-             | 89    | 0      |
| 4  | Carlo Weis       | 1978-1998         | 88    | 1      |
| 5  | Mario Mutsch     | 2005-             | 85    | 4      |
| 6  | Jonathan Joubert | 2006-             | 83    | 0      |
| 7  | François Konter  | 1955-1969         | 77    | 4      |
| 8  | Robby Langers    | 1980-1998         | 73    | 8      |
| 9  | Ben Payal        | 2006-             | 71    | 0      |
| 10 | Manuel Cardoni   | 1993-2004         | 69    | 5      |

| #  | Nazwisko         | Lata gry w kadrze | Bramki | Mecze |
| -- | ---------------- | ----------------- | ------ | ----- |
| 1  | Léon Mart        | 1933-1946         | 16     | 24    |
| 2  | Gustave Kemp     | 1938-1945         | 15     | 21    |
| 3  | Nicolas Kettel   | 1946-1959         | 14     | 57    |
| 4  | Camille Libar    | 1938-1947         | 13     | 24    |
| 5  | François Müller  | 1949-1954         | 12     | 29    |
| 6  | Jules Gales      | 1948-1952         | 11     | 26    |
| 7  | Léon Letsch      | 1947-1962         | 10     | 53    |
| 8  | Nico Braun       | 1970-1980         | 9      | 40    |
| 8  | Gilbert Dussier  | 1971-1978         | 9      | 39    |
| 10 | Ernest Mengel    | 1934-1946         | 8      | 28    |
| 10 | Robby Langers    | 1980-1998         | 8      | 73    |
| 10 | Johny Léonard    | 1962-1971         | 8      | 32    |
| 10 | Aurélien Joachim | 2005-             | 8      | 59    |

## Trenerzy reprezentacji Luksemburga
- 1933-1948 –  Paul Feierstein
- 1948-1949 –  Jean-Pierre Hoscheid, Jules Müller, Albert Reuter
- 1949-1953 –  Adolf Patek
- 1953-1955 –  Béla Volentik
- 1955 –  Eduard Havlicek
- 1955-1959 –  Nándor Lengyel
- 1959-1960 –  Pierre Sinibaldi
- 1960-1969 –  Robert Heinz
- 1969-1972 –  Ernst Melchior
- 1972-1977 –  Gilbert Legrand
- 1978 –  Arthur Schoos
- 1978-1984 –  Louis Pilot
- 1984 –  Jozef Vliers
- 1985 –  Josy Kirchens
- 1985-2001 –  Paul Philipp
- 2001-2004 –  Allan Simonsen
- 2005-2010 –  Guy Hellers
- od 2010 –  Luc Holtz